# Fiskö fjärden
Fiskö fjärden är en fjärd i Finland. Den ligger i Houtskär i landskapet Egentliga Finland, i den sydvästra delen av landet, 200 km väster om huvudstaden Helsingfors.
Fiskö fjärden ligger mellan Fiskö i söder samt Hästö och Hyppeis i norr. Den ansluter till Berghamn fjärden i sydöst, Skiftet i väster samt till Hästö fjärden i öster via Hästö sund.